# Velká vlastenecká válka (pojem)

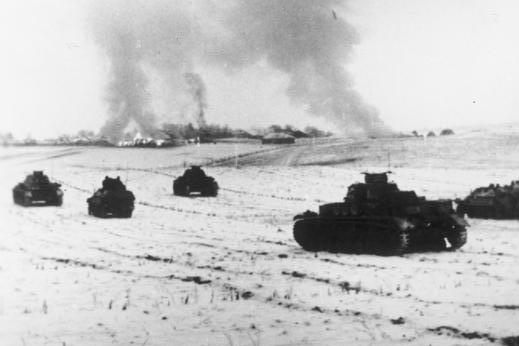
Německé tanky poblíž Istry během bitvy před Moskvou

Velká vlastenecká válka (rusky Вели́кая Оте́чественная война, Velikaja Otěčestvennaja vojna), je ruský (resp. byl sovětský) název pro sovětsko-německou válku probíhající v letech 1941–1945.
Sovětské, resp. po zániku Sovětského svazu ruské, a některé východoevropské prameny tak označují boje na východní frontě (východní z německého hlediska, pro Sovětský svaz šlo o frontu západní) mezi Sovětským svazem (s podporou spojenců) a Německem během druhé světové války.
Pojem „Velká vlastenecká válka“ nebo „vlastenecká válka“ používal sovětský tisk od samého počátku války, noviny Pravda už 23. a 24. června 1941 tehdy ještě ne jako pojmenování války, ale jen jako jedno z několika klišé, společně s řadou podobných označení (svatá lidová válka, svatá vlastenecká lidová válka, vítězná vlastenecká válka), přičemž současně Pravda připomínala i (velikou) vlasteneckou válku roku 1812. Mezi řadou dalších označení se vlastenecká válka (nikoliv však Velká vlastenecká válka) objevila i v projevu tehdejšího sovětského předsedy vlády Josifa Stalina z 3. července 1941. Spojení „Vlastenecká válka“ získalo oficiální charakter, když bylo použito při pojmenování Řádu Vlastenecké války zřízeného výnosem předsednictva Nejvyššího sovětu Sovětského svazu z 20. května 1942.
Termín zdůrazňuje národní a obranný charakter konfliktu a odkazuje též na „Vlasteneckou válku“, tradiční ruské označení pro francouzský útok na Rusko roku 1812.
Velká vlastenecká válka začala 22. června 1941 přepadením Sovětského svazu Německem a skončila německou kapitulací 8. května 1945 (zahrnuje i závěrečné boje probíhající v rámci Pražské operace po 9. květnu 1945).
Pojem nezahrnuje zimní válku v letech 1939–1940, německo-sovětskou okupaci Polska roku 1939 ani sovětsko-japonské boje na Dálném východě v letech 1938, 1939 a 1945.